# Coupe d'Europe des nations d'athlétisme 2006
Navigation
CE des nations 2005 CE des nations 2007
La 27e coupe d'Europe des nations d'athlétisme se déroule les 28 et 29 juin 2006 à Malaga en Espagne.
Neuf équipes (au lieu des huit habituelles) sont présentes chez les hommes et chez les femmes, la piste d'athlétisme du stade Estadio de atletismo Ciudad de Málaga offrant cette possibilité. L'équipe féminine espagnole y participera en tant que nation hôte.
La France remporte l'épreuve masculine en dépassant la Russie dans la dernière épreuve. Chez les femmes, la Russie s'impose pour la 11e fois consécutive, loin devant les autres participants.

## Classement
| Place | Pays        | Points |
| ----- | ----------- | ------ |
| 1     | France      | 118    |
| 2     | Russie      | 116    |
| 3     | Royaume-Uni | 109    |
| 4     | Pologne     | 107    |
| 5     | Ukraine     | 103    |
| 6     | Espagne     | 99,5   |
| 7     | Italie      | 93     |
| 8     | Allemagne   | 86,5   |
| 9     | Finlande    | 65     |

| Place | Pays        | Points |
| ----- | ----------- | ------ |
| 1     | Russie      | 155    |
| 2     | Pologne     | 111,5  |
| 3     | Ukraine     | 99     |
| 4     | France      | 98     |
| 5     | Allemagne   | 93     |
| 6     | Espagne     | 90     |
| 7     | Royaume-Uni | 85     |
| 8     | Suède       | 81     |
| 9     | Roumanie    | 76,5   |

## Tableau synthétique des résultats

### Hommes
|                   | France | Russie | Royaume-Uni | Pologne | Ukraine | Espagne | Italie | Allemagne | Finlande |
| ----------------- | ------ | ------ | ----------- | ------- | ------- | ------- | ------ | --------- | -------- |
| Lancer du marteau | 4      | 5      | 2           | 9       | 8       | 1       | 3      | 6         | 7        |
| 400 m haies       | 9      | 8      | 6           | 1       | 2       | 5       | 7      | 3         | 4        |
| 100 m             | 9      | 7      | 8           | 3       | 2       | 6       | 4      | 5         | 1        |
| 1500 m            | 2      | 7      | 4           | 6       | 9       | 8       | 3      | 5         | 1        |
| 400 m             | 9      | 8      | 5           | 7       | 3       | 2       | 6      | 4         | 1        |
| Lancer du poids   | 2      | 9      | 6           | 4       | 5       | 8       | 1      | 7         | 3        |
| 5 000 m           | 6      | 7      | 5           | 2       | 9       | 8       | 3      | 4         | 1        |
| Saut en longueur  | 8      | 5      | 1           | 7       | 6       | 3       | 9      | 4         | 2        |
| Saut en hauteur   | 1      | 9      | 7           | 6       | 4       | 2.5     | 8      | 2.5       | 5        |
| 4 × 100 m         | 0      | 6      | 7           | 9       | 5       | 4       | 8      | 3         | 2        |
| Premier jour      | 50     | 71     | 51          | 54      | 53      | 47,5    | 52     | 43,5      | 27       |
| 110 m haies       | 9      | 7      | 8           | 4       | 6       | 3       | 2      | 5         | 1        |
| 800 m             | 7      | 6      | 3           | 5       | 8       | 9       | 2      | 4         | 1        |
| Triple saut       | 7      | 0      | 6           | 4       | 8       | 2       | 9      | 5         | 3        |
| Lancer du disque  | 2      | 3      | 5           | 9       | 1       | 7       | 6      | 8         | 4        |
| 3 000 m           | 7      | 4      | 8           | 3       | 5       | 9       | 2      | 6         | 1        |
| Saut à la perche  | 9      | 6      | 4           | 4       | 4       | 2       | 8      | 0         | 7        |
| 200 m             | 8      | 6      | 9           | 7       | 2       | 5       | 3      | 1         | 4        |
| Lancer du javelot | 2      | 8      | 4           | 7       | 5       | 3       | 1      | 6         | 9        |
| 3 000 m steeple   | 8      | 3      | 5           | 2       | 6       | 9       | 1      | 4         | 7        |
| 4 × 400 m         | 9      | 2      | 6           | 8       | 5       | 3       | 7      | 4         | 1        |
| Second jour       | 68     | 45     | 58          | 53      | 50      | 52      | 41     | 43        | 38       |
| Total             | 118    | 116    | 109         | 107     | 103     | 99,5    | 93     | 86,5      | 65       |

 Les épreuves sont inscrites par ordre chronologique. 

### Femmes
|                   | Russie | Pologne | Ukraine | France | Allemagne | Espagne | Royaume-Uni | Suède | Roumanie |
| ----------------- | ------ | ------- | ------- | ------ | --------- | ------- | ----------- | ----- | -------- |
| 400 m haies       | 9      | 5       | 6       | 3      | 7         | 1       | 8           | 4     | 2        |
| 100 m             | 9      | 2       | 4       | 7      | 5         | 6       | 8           | 3     | 1        |
| 800 m             | 9      | 6       | 0       | 5      | 8         | 7       | 2           | 3     | 4        |
| Lancer du disque  | 8      | 6       | 4       | 3      | 9         | 2       | 1           | 5     | 7        |
| Triple saut       | 8      | 4       | 9       | 3      | 2         | 5       | 1           | 6     | 7        |
| 400 m             | 8      | 5       | 7       | 2      | 1         | 3       | 9           | 4     | 6        |
| 3 000 m           | 8      | 7       | 4       | 5      | 6         | 3       | 9           | 1     | 2        |
| Lancer du javelot | 6      | 9       | 4       | 2      | 5         | 7       | 3           | 1     | 8        |
| 3 000 m steeple   | 9      | 7       | 2       | 6      | 1         | 8       | 3           | 5     | 4        |
| 4 × 100 m         | 9      | 4       | 7       | 8      | 0         | 5       | 0           | 6     | 0        |
| Saut à la perche  | 0      | 9       | 3       | 8      | 7         | 6       | 5           | 4     | 0        |
| Premier jour      | 83     | 64      | 50      | 52     | 51        | 53      | 49          | 42    | 41       |
| Lancer du marteau | 9      | 8       | 7       | 4      | 0         | 5       | 2           | 3     | 6        |
| 1 500 m           | 9      | 5       | 7       | 8      | 4         | 2       | 3           | 1     | 6        |
| 100 m haies       | 3      | 1       | 4       | 7      | 8         | 5       | 6           | 9     | 2        |
| Lancer du poids   | 8      | 7       | 4       | 6      | 9         | 5       | 3           | 1     | 2        |
| 200 m             | 9      | 7       | 6       | 2      | 4         | 1       | 3           | 5     | 8        |
| Saut en hauteur   | 7      | 1,5     | 6       | 4      | 5         | 8       | 3           | 9     | 1,5      |
| 5 000 m           | 9      | 6       | 7       | 3      | 5         | 8       | 4           | 1     | 2        |
| Saut en longueur  | 9      | 4       | 3       | 8      | 1         | 2       | 5           | 7     | 6        |
| 4 × 400 m         | 9      | 8       | 5       | 4      | 6         | 1       | 7           | 3     | 2        |
| Deuxième jour     | 72     | 47,5    | 49      | 46     | 42        | 37      | 36          | 39    | 35,5     |
| Total             | 155    | 111,5   | 99      | 98     | 93        | 90      | 85          | 81    | 76,5     |

 Les épreuves sont inscrites par ordre chronologique. 

## Résultats par épreuve

### Femmes
| Épreuve | Or                                                                              | Or             | Argent                                                                      | Argent         | Bronze                                                                    | Bronze         |
| --- | ------------------------------------------------------------------------------- | -------------- | --------------------------------------------------------------------------- | -------------- | ------------------------------------------------------------------------- | -------------- |
| 100 m (vent : 2,4 m/s) | Yuliya Gushchina RUS                                                            | 11 s 13        | Joice Maduaka GBR                                                           | 11 s 29        | Fabienne Beret-Martinel FRA                                               | 11 s 35        |
| 200 m (vent : 0,6 m/s) | Olga Zaytseva RUS                                                               | 22 s 73        | Angela Morosanu ROM                                                         | 22 s 91        | Monika Bejnar POL                                                         | 22 s 97        |
| 400 m | Svetlana Pospelova RUS                                                          | 50 s 77        | Nicola Sanders GBR                                                          | 51 s 92        | Claudia Hoffmann GER                                                      | 52 s 81        |
| 800 m | Svetlana Klyuka RUS                                                             | 2 min 01 s 99  | Monika Gradzki GER                                                          | 2 min 04 s 13  | Mayte Martínez ESP                                                        | 2 min 04 s 16  |
| 1 500 m | Yuliya Fomenko RUS                                                              | 4 min 14 s 39  | Latifa Essarokh FRA                                                         | 4 min 14 s 76  | Natalya Tobias UKR                                                        | 4 min 15 s 36  |
| 3 000 m | Joanne Pavey GBR                                                                | 8 min 52 s 54  | Olesya Syreva RUS                                                           | 8 min 58 s 27  | Justyna Lesman POL                                                        | 9 min 02 s 64  |
| 5 000 m | Liliya Shobukhova RUS                                                           | 16 min 18 s 23 | Marta Domínguez ESP                                                         | 16 min 25 s 21 | Natalya Berkut UKR                                                        | 16 min 26 s 12 |
| 3 000 m steeple | Yelena Sidorchenkova RUS                                                        | 9 min 45 s 73  | Rosa María Morató ESP                                                       | 9 min 49 s 81  | Katarzyna Kowalska POL                                                    | 9 min 56 s 10  |
| 100 m haies | Susanna Kallur SWE                                                              | 12 s 69        | Kirsten Bolm GER                                                            | 12 s 74        | Adrianna Lamalle FRA                                                      | 12 s 90        |
| 400 m haies | Natasha Danvers-Smith GBR                                                       | 55 s 65        | Yevgeniya Isakova RUS                                                       | 55 s 82        | Tatyana Tereshchuk UKR                                                    | 55 s 87        |
| 4 × 100 m | Russie Natalya Rusakova Yuliya Gushchina Yekaterina Kondratyeva Larisa Kruglova | 43 s 71        | France Adrianna Lamalle Fabienne Beret-Martinel Céline Distel Carima Louami | 43 s 75        | Ukraine Olena Chebanu Olena Sinyavina Iryna Shtanhyeyeva Oksana Shcherbak | 43 s 86        |
| 4 × 400 m | Russie Yelena Migunova Olga Zaytseva Tatyana Veshkurova Natalya Antyukh         | 3 min 23 s 51  | Pologne Zuzanna Radecka Monika Bejnar Malgorzata Pskit Grazyna Prokopek     | 3 min 26 s 60  | Royaume-Uni Helen Karagounis Nicola Sanders Melanie Purkiss Lee McConnell | 3 min 26 s 98  |
| Saut en hauteur | Kajsa Bergqvist SWE                                                             | 1,97 m         | Ruth Beitia ESP                                                             | 1,95 m         | Anna Chicherova RUS                                                       | 1,92 m         |
| Saut à la perche | Monika Pyrek POL                                                                | 4,75 m CR      | Vanessa Boslak FRA                                                          | 4,70 m         | Nastja Ryshich GER                                                        | 4,55 m         |
| Saut en longueur | Tatyana Kotova RUS                                                              | 6,67 m         | Eunice Barber FRA                                                           | 6,61 m         | Daniela Lincoln-Saavedra SWE                                              | 6,55 m         |
| Triple saut | Olga Saladukha UKR                                                              | 14,10 m        | Viktoriya Gurova RUS                                                        | 14,06 m        | Adelina Gavrila ROM                                                       | 14,00 m        |
| Lancer du poids | Petra Lammert GER                                                               | 19,36 m        | Irina Khudoroshkina RUS                                                     | 18,29 m        | Krystyna Zabawska POL                                                     | 17,78 m        |
| Lancer du disque | Franka Dietzsch GER                                                             | 65,54 m        | Darya Pishchalnikova RUS                                                    | 64,24 m        | Nicoleta Grasu ROM                                                        | 61,91 m        |
| Lancer du marteau | Tatyana Lysenko RUS                                                             | 76,50 m CR     | Kamila Skolimowska POL                                                      | 68,16 m        | Irina Sekachova UKR                                                       | 67,96 m        |
| Lancer du javelot | Barbara Madejczyk POL                                                           | 64,08 m        | Felicia Moldovan ROM                                                        | 60,49 m        | Mercedes Chilla ESP                                                       | 60,22 m        |
| Records et Performances - AR : Record continental (area record) - CR : Record des championnats (championship record) - MR : Record du meeting (meet record) - NR : Record national (national record) - OR : Record olympique (olympic record) - PR : Record paralympique (paralympic record) - PB : Record personnel (personal best) - SB : Meilleure performance personnelle de la saison (season's best) - WL : Meilleure performance mondiale de l'année (world leader) - WJR : Record du monde junior (world junior record) - WR : Record du monde (world record) Circonstances et Conditions - DNF : N'a pas terminé (did not finish) - DNS : N'a pas pris le départ (did not start) - DQ : Disqualification (disqualification) - NM : Aucun essai valable enregistré (No Mark) - Q : Qualifié « directement » au prochain tour (ou à la prochaine compétition), lors d'une compétition majeure, grâce au classement ou à la réalisation des minima (automatic qualifier) - q : Qualifié au prochain tour (ou à la prochaine compétition), lors d'une compétition majeure, grâce au repêchage ou à la réalisation de l'une des meilleures performances parmi celles des « non qualifiés directement » (grâce au meilleur temps ou à la meilleure distance par exemple) (secondary qualifier) |                                                                                 |                |                                                                             |                |                                                                           |                |

## Seconde division

### Messieurs
La 2e division (Second League), divisée en deux groupes, se dispute à Banská Bystrica et à Novi Sad (Serbie-et-Monténégro) les 18 et 19 juin 2005.
| Place | Pays      | Points |
| ----- | --------- | ------ |
| 1     | Slovaquie | 129,5  |
| 2     | Irlande   | 109    |
| 3     | Israël    | 108    |
| 4     | Danemark  | 108    |
| 5     | Lettonie  | 80     |
| 6     | Moldavie  | 75,5   |
| 7     | Islande   | 67     |
| 8     | Andorre   | 40     |

| Place | Pays                 | Points |
| ----- | -------------------- | ------ |
| 1     | Serbie-et-Monténégro | 199    |
| 2     | Bulgarie             | 190    |
| 3     | Lituanie             | 183    |
| 4     | Chypre               | 177    |
| 5     | Luxembourg           | 141    |
| 6     | Azerbaïdjan          | 130    |
| 7     | Bosnie-Herzégovine   | 128    |
| 8     | Géorgie              | 98     |
| 9     | Arménie              | 91     |
| 10    | Albanie              | 87     |
| 11    | Macédoine du Nord    | 47     |
| 12    | AASSE                | 43     |